# Évelyne Prouvost
Pour les articles homonymes, voir Prouvost.
Pour les autres membres de la famille, voir Famille Prouvost.
Évelyne Prouvost est une femme d'affaires et dirigeante de presse française née le 16 avril 1939 à Paris et morte le 19 juillet 2017 à Nantes,,.

## Biographie
Évelyne Prouvost est la petite-fille de Jean Prouvost,, propriétaire de Marie Claire et de Paris-Soir et qui transforma Match en Paris Match.
Elle commence à travailler comme rédactrice puis comme chef de service à Parents, publication appartenant à son grand-père.
Vers le milieu des années 1960, elle s'associe avec Victoire pour la création d'une ligne de prêt-à-porter. 
Fondatrice du groupe de presse Marie Claire avec ses sœurs Marie-Laure et Donatienne, elle en devient la présidente en 1976 après avoir lancé le magazine Cosmopolitan en France en 1973 (après un voyage aux États-Unis en 1972 avec son grand-père afin d'acquérir la licence). C'est un succès.
Prenant part à la création de la chaîne Téva (dont le Groupe Marie Claire est actionnaire à hauteur de 49 %), elle en devient la première présidente.
Elle reçoit le prix Veuve Clicquot et le titre de Business Women of the Year en 1989.
En 2009, elle était la 7e femme la plus riche de France, avec la somme de 325 millions d'euros.
Évelyne Prouvost-Berry est promue à l'ordre de la Légion d'honneur en 2011.
Elle meurt à l’hôpital de Nantes le 19 juillet 2017, à l'âge de 78 ans, des suites d'une chute de vélo sur une route du Palais à Belle-Île (Morbihan),.

### Vie privée
Elle s'est mariée au marquis Arnold de Contades (1933-2018), directeur de publication, dont elle eut Élisabeth, Anne et Arnaud, puis à l'homme d'affaires britannique Nicholas Berry (fils de Pamela Smith et Michael Berry) dont elle eut William et Alexandre.

## Ouvrages
- Les Toits dans le paysage, Paris, Maison de Marie-Claire, 1977.
- 50 ans de la vie des femmes : 1954-2004, Paris, Marie Claire Éditions, 2004  (ISBN 978-2-84831-035-0).